# Bird-Eye 400

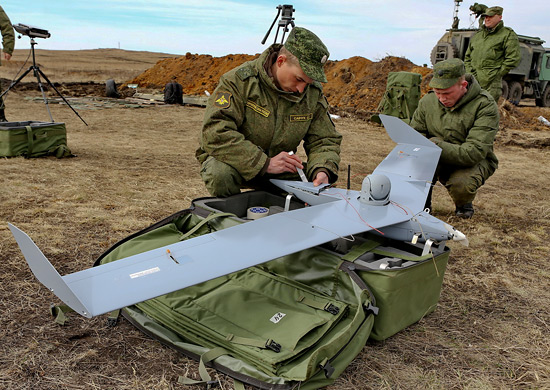

Bird-Eye 400 («Пташине око», російська копія називається «Застава») — легкий переносний комплекс міні-БПЛА.
Розроблений ізраїльською фірмою IAI. Перший політ здійснив у 2003 р. Призначений для розвідки цілей, коригування вогню, виявлення місць падіння інших БПЛА і літаків. Система укладається у 2 рюкзака і переноситься в місце запуску силами розрахунку з 2 чоловік. Перед посадкою IAI «Bird Eye 400» повинен зробити «кульбіт» на 180 град. щоб не пошкодити апаратуру. Електромотор отримує живлення від змінного акумулятора.

## ЛТХ
- Радіус дії, км 10
- Тривалість польоту, годин — 1
- Злітна вага БПЛА − 5,6 кг
- Старт — гумова (пружинна) катапульта
- Посадка — на парашуті.
- Максимальна висота — 1000 м
- Максимальна швидкість — 45 вузлів
- Максимальна вага допоміжного засобу — 1.2 кг
- Розмах крила — 2.2 м
- Тип двигуна — електричний

## На озброєнні
- Ізраїль
- Росія — станом на 2015 року близько 30 розвідувальних комплексів «Застава» — вироблених в Росії ліцензійних версій ізраїльських Bird Eye 400 після підписання в 2012-му контракту з компанією Israel Aerospace Industries (IAI). Відомо про два БПЛА «Застава», втрачених над Донбасом (зав.№ 355 і зав.№ 405).[1][2]